# Missy Milly
Missy Milly ist eine deutsche Zeichentrickserie, die 2005 produziert wurde.

## Handlung
Missy Milly hat echte Freunde, die zu ihrer Clique gehören. Diese sind Mia, Benjamin, Stina, Flory und Sally. Sie stehen alles gemeinsam durch, halten immer zusammen und erleben gemeinsam viele Abenteuer und Verrücktheiten. Dazu gehören unter anderem Partys, Liebe, Kummer, Fankult, Mode und Frisuren. Im Gegensatz zu den anderen Mädchen kann sie jedoch zaubern, sobald sich ihre Freunde an den Händen halten und einen Stern formen und kann die anderen dadurch an unterschiedliche Orte bringen. 

## Charaktere
- Miss Missy ist der Hauptcharakter der Serie und kann ihre magischen Kräfte aktiveren, sobald sich ihre Freunde an den Händen halten und einen Stern formen. Sie hat immer sehr viel Energie und setzt sich für die anderen ein.
- Mia ist die beste Freundin von Missy und etwas schüchtern.
- Der coole Benjamin ist heimlich in Missy verknallt.
- Sally ist ein kleines Computergenie, das nie ohne ihren Hund und Laptop das Haus verlässt.
- Flory besitzt eine wunderschöne Stimme und  singt damit.
- Stina ist eine Sportskanone aber auch manchmal etwas eifersüchtig auf Missy.

## Produktion und Veröffentlichung
Die Serie wurde 2005 von Neue Filmproduktion in Deutschland produziert. Dabei sind 13 Folgen entstanden.
Erstmals wurde die Serie am 25. Dezember 2005 auf Super RTL ausgestrahlt. Zudem wurde die Serie als Hörspiel auf CD und MP3-Download veröffentlicht.

## Episodenliste
| Folge | Titel                       | Erstausstrahlung |
| 1     | Die Pool-Party              | 25.12.2005       |
| 2     | Das Treffen                 | 26.12.2005       |
| 3     | Das Benefizkonzert          | 27.12.2005       |
| 4     | Der Abschlussball           | 29.12.2005       |
| 5     | Die Geburtstagsüberraschung | 05.03.2006       |
| 6     | Das Reitturnier             | 12.03.2006       |
| 7     | Die Filmstars               | 19.03.2006       |
| 8     | Das Picknick                | 19.03.2006       |
| 9     | Der Einkaufsbummel          | 26.03.2006       |
| 10    | Der Wettbewerb              | 02.04.2006       |
| 11    | Die Trauminsel              | 02.04.2006       |
| 12    | Das Rennen                  | 09.04.2006       |
| 13    | Das Traumziel               | 16.04.2006       |